# ドラゴン堀江
ドラゴン堀江（どらごんほりえ）は、ハートビーツ制作の番組。2018年11月から2019年3月にかけてAbemaTVで放送されていた。

## 概要
半年でE判定から東京大学教養学部文科三類への現役合格を果たした堀江貴文が、堀江メソッドにより、半年間で若手タレントたちを東京大学(東大)合格へと導く受験ドキュメンタリー番組。放送の様子は一部の受験生にとっても大きな励みとなり、SNSで激励の声が多く上がった。
レギュラー番組終了後、2022年3月10日に『「復活！ドラゴン堀江」緊急生放送！東大合格発表SP』としてTAWASHIの再受験を追う番組を配信した（制作プロダクションはMMJ）。

## 放送回
| 年     | 放送回 | 放送日   | 放送内容 |
| ------ | ------ | -------- | --- |
| 2018年 | 第1巻  | 11月6日  | あるAbemaTVの番組に出演した堀江が、収録後の打ち上げで、現在でも東大に受かること、他人でも指導すれば受からせることは可能なことを話した。これを記録した様子を社長の藤田に伝えたところ、放送が決定。堀江は自分の受験対策は1ヶ月で十分だと話し、合格しても炎上覚悟で進学しない意向を示した。少なくとも1日8時間以上勉強時間に当てられる、売れずにくすぶっている若手タレントを3人程度合格させるとも話し、12人の候補者からセンター試験の過去問を用いてオバンドー吉川(鬼サンダー)、TAWASHI、わちみなみの3人を選抜した。理科と地理歴史・公民を後回しにして、国語・数学・英語の3教科を重視するメゾットによって、まず1週間国語に取り組ませたところ3人に点数の向上がみられた[4][5][6]。 |
| 2018年 | 第2巻  | 11月13日 | 国語・数学・英語のメゾットを堀江が伝授。国語に関しては、萩野文子著のマドンナ古文単語を紹介。 英語に関しては、自身が著したホリタン—堀江式英単語学習帳を用いてボキャブラリーを増加させるよう指示。数学に関しては、ヨビノリたくみのYouTube動画を紹介した。国語・数学・英語のセンター試験を実施したところ、3人とも点数の増加が見られ、センター試験突破が期待できる結果となった[7][8][9][10]。 |
| 2018年 | 第3巻  | 11月20日 | 東大が難関大学に見られる理由として、みんなが難しそうだと思ってることによって難しいというイメージが先行してしまっているからだと持論を話した。また、東大に行っていない教師が安易に東大受験を勧めていない現状に対して指摘した[11][12][13]。 |
| 2018年 | 第4巻  | 11月27日 | 3人に加え堀江にもセンター模試の過去問を解かせたところ、厳しい結果となった。数II・Bに関しては受験生として必要不可欠なマークシートへの記入すら行わなかったことから、講師の2人からはこのままだと東大合格は厳しいという認識を示した[14][15][16]。 |
| 2018年 | 第5巻  | 12月4日  | たくみが堀江に対し、受験生の3人が数学で悩んでいる現状で堀江ができなければ3人のモチベーションはただ下がりになってしまうと話し、数学の点数アップの必要性を説く。堀江は数学は完全に忘れていたと釈明する一方、たくみはどんなに得意だった人でも7日間完全に数学に打ち込まないと戻らないと話し、堀江に数学に時間を費やすよう促す。その後堀江の現役時にはなかった新単元の「データの分析」をたくみが授業し、堀江は「ひさしぶりに勉強すると楽しいな」と話した。後半では、成績が伸び悩んでメンタルが壊滅気味な受験生3人それぞれと個人面談を実施し、オバンドー吉川との面談シーンが放送された[17][18][19]。 |
| 2018年 | 第6巻  | 12月11日 | 堀江はたくみからデータの分析の授業を受け、1時間で習得。問題を解いてみることに。現役東大生が苦戦する一方で、堀江はたくみからアドバイスを受けながら正解にまで至った。たくみも堀江が授業を受ける際に想像とは違って前のめりだったことに感心した。後半では、わちみなみのメンタルが崩壊していることを放送。インタビューシーンで泣き出してしまう様子も捉えられていたが、堀江の指示で東大の駒場キャンパスに行ったところ、メンタルを回復させた[20][21][22]。 |
| 2018年 | 第7巻  | 12月18日 | 受験生3人に代々木ゼミナールの東大模試を受けさせる。東大二次試験本番の雰囲気、時間配分を直に感じてほしいとの狙いがある。堀江は東大の合格ラインとしては440満点中220点だと話していたものの、3人ともその点から100点以上下回る結果も出た。ところが、堀江はセンター試験の足切りさえ突破すれば東大合格は可能だと豪語した。堀江自身は、勉強時間は1日数分であること、センター突破に数学が鍵となっていることは把握しているものの1週間数学をほとんど勉強していないと言い放った[23][24][25]。 |
| 2018年 | 第8巻  | 12月25日 | カンヅメ状態で勉強してほしいとの堀江の要望から、受験生3人は弱点克服を目標に勉強合宿を開催することに。堀江は合宿には参加せず、福岡の飲み会中にテレビ電話を繋いだ。わちみなみからストレスの解消法について尋ねられると、堀江は勉強すれば勉強するほど勉強が好きになっていくランナーズハイ状態になっていけば勝ちだと話した。堀江は仕事のヨーロッパ往復の26時間を勉強に当てるなどやる気があることを示し、次回の合宿には自分も参加することを表明した[26][27][28]。 |
| 2019年 | 第9巻  | 1月8日   | 千葉県・九十九里浜にて、1泊2日の追い込み合宿を開催。堀江は勉強はまったくやっていないと明らかにしたもののセンター試験に向けモードをチェンジすると意欲を明らかにした。受験生3人にも激励し、堀江自身も集中力で周りを凌駕した[29][30][31]。 |
| 2019年 | 第10巻 | 1月15日  | 2日間の合宿の最後に受験生4人はセンター試験前ラストの5教科の模試を解く。この放送では点数は明かされなかったが採点をしたたくみと大島は、4人の点数に関して高く評価した。また、4人にセンター試験の受験票が届いた。 センター試験1週間前、堀江は自ら出資する宇宙ベンチャーの仕事のため、たくみと共に帯広にいた。実験を見届け、終わったあとにたくみとともに数学を学習する様子が放送された。堀江は事業の関係で住民票がある帯広でセンター試験を受験する。ビジネスの合間で東京で受験者3人と再開した堀江は、限られた10分の滞在時間で激励し、わちみなみの呼びかけで集合写真を撮り団結を深めた[32][33][34][35]。 |
| 2019年 | 第11巻 | 1月22日  | センター試験受験の様子が放送される。堀江は1日目の教科[注釈 1]の国語、地理、英語に関してはいい成績が取れたとの認識を示す。1日目が終わったあとに、まったく理科の勉強をしていなかった堀江は、一夜漬けで生物基礎と化学基礎の参考書を読んで試験に臨んだ。2日間の試験が終了して、受験者3人は不安な表情を示す一方、堀江は自信を見せた[36][37][38][39][40] |
| 2019年 | 第12巻 | 1月29日  | センター試験が終了し、打ち上げを開催。先に到着したわちみなみとTAWASHIは、受験者4人で作ったLINEグループで、堀江から試験終了後に自信満々なLINEが来ることに自信が失くすと苦笑いで語り合う。堀江も到着し、国語が良かった一方数学で苦戦したと言い、二次試験に向け鍵となるのは数学と日本史だとも語る。堀江は滞在時間50分で切り上げ、次の仕事へ向かった。 講師2人は4人の採点を終え、まずわちみなみと面談を実施し、点数を発表。正解率は69.6%だった。文科一類に出願することとなった[41][42][43][44]。 |
| 2019年 | 第13巻 | 2月5日   | 堀江との面談シーンが放送された。堀江はセンター試験受験3日後にTwitterやInstagramで結果を発表しており、得点率は72.6%だったが、合格を疑問視する厳しい声も寄せられていた。しかし、面談において堀江に悲観する様子は見られず、楽しむ余裕さえ見られた。足切りを考え文科一類に出願することとなり、堀江も達成可能だとの認識を示した。堀江と講師陣は、世の中の多くの受験生が絶対に足切りを越える点数でしか出願していない現状を指摘し、受験生の心情を推測した。堀江は最小限の努力でどこまで行けるかというゲームをしていると明かし、二次試験に向け意欲を見せた[45][46][47][48][49]。 |
| 2019年 | 第14巻 | 2月12日  | TAWASHIの面談の様子が公開された。教科書を繰り返し読み込むという勉強法で、3ヶ月という短期間とは思えないほど教科書はボロボロになったが、結果として歴史は9割をとった。英語は前半に時間を気を配りすぎて後半の長文問題に時間をかけられなかったという痛恨のミスを侵す。9教科の得点率は76.6%。文科一類への出願を決定。TAWASHIは赤門に行き、やる気を漲らせ、現役東大生にインタビューを実施したところ、センター試験の点数は自分より高いものばかりで意気消沈してしまう。しかし、東大生からのエールに奮起し二次試験への猛勉強を開始する[50][51][52]。 |
| 2019年 | 第15巻 | 2月19日  | 前半では、オバンドー吉川との面談シーンが放送された。英語・数学・理科に関しては好調だったものの、国語・地歴・公民で苦戦し足切り[注釈 2]を食らってしまう。結果として、TAWASHIと堀江は足切りを突破、わちみなみとオバンドー吉川は足切りを突破できなかった。堀江は見る前から「受かってるでしょ」と余裕の発言。突破を確認したら「ほら通った」と言いのけ、トータルで40時間しか勉強していないと告白した。4人は発表後に集結した。 [53][54][55][56]。 |
| 2019年 | 第16巻 | 2月26日  | 足切りを突破したTAWASHIに対して、足切りを受けたオバンドー吉川が数学講師を買って出たり、わちがお守りをもって行くなどの様子が見られた。TAWASHIが最終チェックのため堀江とともに北海道にいるたくみのもとを訪れたところ、たくみはTAWASHIの努力量に高評価。たくみは二人が二次試験で50点程度得点得点できるのではないかと予想した。時間がない中、堀江は国語・英語・地歴・公民の勉強をまったくせずに数学にすべての時間を充てるという勉強をすることを決定。現役時も同じようにやっていたという。二次試験8日前に、TAWASHIと堀江のもとに東大二次試験の受験票が届く。二次試験が迫っている中で気持ちを新たにした。その中で、ドラゴン桜の漫画の勉強法などを考えている現役東大生チームが、50年程の入試問題を研究して作った予想問題がたくみから配布された。今年のセンター試験の問題を的中させたチームで、今回ぜひ役立ててほしいと送られてきたという[57][58][59][60]。                                 |
| 2019年 | 第17巻 | 3月5日   | 東大受験の様子が放送される。TAWASHIは試験会場の1つ隣の駅で降りて気持ちを作った。その途中車で向かっていた堀江がTAWASHIを発見。車を降り、一緒に試験開始へと向かった。TAWASHIがやや硬い表情を見せる一方、堀江は全く緊張していない様子を示す。感触として、国語は良かった一方、数学で苦戦したという[61][62][63][64][65]。 |
| 2019年 | 最終巻 | 3月10日  | 最終回は日曜日に2時間の生放送[61]。堀江とTAWASHIの二次試験への合格は叶わなかった。たくみは点数はボーダーライン上にあるのではないかとの認識を示した。2度目のチャレンジとして、わちみなみは「受けたいなっていう気持ちはあります」とコメントし、TAWASHIは浪人をすると宣言。一方でオバンドー吉川は辞退する以降を示した。これを受け、TAWASHIとわちみなみを続投させ、再度番組を放送することを緊急決定。また、応募を募ってその結果から堀江の再受験の可否を決定する[注釈 3]。また、堀江に関して、たくみは、勉強に取り掛かれない中で時間を作ってくれたことに感心。また、インプットを完全に終えるまで演習をしたがらない受験生と比べて、知識量が少なくても最小限で回答を作り上げる能力に長けていると話した。大島は、符号ミスを指摘したら遮られ、ミスを自分で気づいて反省しないと勉強にならないと言われたエピソードを紹介し、受験生のみんなが見習ってほしいと見解を示した[66][67][68][69][70]。 |

## 出演者

### 講師
- 大島育宙(XXCLUB)

東京大学教養学部文科一類合格、法学部卒業、法科大学院在学中の芸人。文系担当の講師。芸人になるため東大を受験した。お笑い芸人として活動しながら、司法試験突破を目指しており、芸人と弁護士の両立を目指している。
- ヨビノリたくみ

横浜国立大学卒業、東京大学大学院修士課程修了、博士後期課程中退。理系担当の講師で、番組内では数学の魔術師と呼ばれる。

### 受験生と成績
- 堀江貴文

東京大学教養学部文科三類に現役合格、文学部宗教学・宗教史学専修課程中退。第4回で国語・数学・英語のセンター模試の問題を解かせたところ、英語は200点満点中167点、国語は古典の成績が振るわず200点満点中86点、数学I・Aは100点中16点、数II・Bは100点中0点と厳しい結果となり、講師陣からも厳しい視線が送られた。第5・6回では数学Iの新単元「データの分析」を1時間で習得し学びへの貪欲さを見せた。第9回の合宿頃からは本格的に勉強に集中し、その集中力に大島は全国の受験生中でもトップレベルだとの評価を下した。地歴公民に関しては、二次試験では地理と日本史を受験するものの、センター試験では時間が掛けられないことを考慮し地理Bと倫理、政治・経済を受験した。同試験の結果は英語：171/200点、国語：156/200点、数学：96/200点、理科：73/100点、地歴公民：157/200点、900点満点中計653点で、得点率は72.6パーセント。文科一類に出願することとなった。足切りを突破したことを確認した直後には、センター試験までに合計で40時間しか勉強していないと衝撃の発言をする。数学はたくみの直接指導を中心に25時間やった一方、国語と地歴公民は移動時間を中心に10時間、理科基礎は試験前日に5時間一夜漬けで身につけ、英語は自分の力を信じ無勉強だった。二次試験対策においても、時間がない中、国語・英語・地歴公民の勉強をまったくせずに数学にすべての時間を充てるという勉強をすることを決めた。結果は不合格。
- TAWASHI

芸人。一浪の後、早稲田大学人間科学部と東北大学文学部に合格し、早大に進学したものの半年で中退。ドラゴン堀江の話が来たとき、はじめは拘束が長いこと、東大に受かるのは無理だと思ったことを理由に応募はしなかったが、マネージャーからもう一回話をされ、生活費も出演料が出るということで応募することになった。序盤はセンター試験の国語で200点を取る一方、数学で苦戦した。第7回の東大模試では440満点中133点。1日12時間勉強をコンスタントにこなしていたことから、東大合格に最も近い男と呼ばれていた。11月ごろから火が付き始める。センター試験の結果は、国語174/200点、数学138/200点、理科67/100点、地歴公民180/200点、英語131/200点で、900満点中696点、得点率は76.6%。文科一類に出願することとなったが、不合格。東大二次試験の得点は、国語67/120点、数学28/80点、日本史20/60点、世界史31/60点、英語47/120点、合計193/440点。最終巻で浪人を宣言し、2020年の合格を目指し受験勉強に励んでいる。
- わちみなみ

明治大学卒業。グラビアイドル。ドラゴン堀江の応募を受けることで人生が変わるのではと思い、やってみようと決めた。第6回放送ではメンタルの弱さが露呈し、課題となった。第7回の東大模試では440点満点中111点。センター試験の結果は、英語：159/200点、国語：137/200点、数学：130/200点、理科：77/100点、地歴公民：123/200点で、900点満点中626点、正解率は69.6パーセントだった。大島は記述力を上げれば二次試験での力が4人の中で一番伸びそうだと伸びしろがあると言い、本人も奮起し文科一類に出願したが、最低点の628点にわずか2点及ばず足切りを喰らってしまった。本人は再受験への意欲を示している。
- オバンドー吉川（鬼サンダー）

唯一の理系受験者。立教大学理学部数学科出身で現役塾講師の芸人。第5回放送ではとにかくモチベーションが上がらないと話し、堀江に東大に受かるメリットについて尋ねた。第7回での東大模試では440満点中83点。第8回では勉強中にもかかわらず地下芸人のライブに出続けていることが大島から告発され、これを聞いた堀江はそんなの全然やっても意味ないと斬り捨てた。後に、本人に芸人としてのステップアップを考えるならばこのドラゴン堀江を活かしてほしいと話した。センター試験の結果は、国語117/200点、数学191/200点、理科146/200点、地歴公民55/100点、英語が170/200点で679/900点、得点率は75.4%で、理科I類に出願したものの、最低点の698点に19点及ばず足切りを喰らってしまった。

### その他
大島によると、オーディション時に上記の挑戦者3人の他にもうひとり出演する可能性のあった芸能人がいたという。その芸能人は、オーディション時の模試の問題の成績は悪かったものの、熱意があったため、番組側はもう一度1週間後に模試の問題を解かさせ、結果の点数が参加できるラインを超えていたら出演させることにした。しかし点数は結果として伸びず、その芸能人が出演することはなかった。大島はこの芸能人の成績が伸びなかった理由として、インプット偏重の勉強をしすぎたためであるとしている。